# Ла Блетери, Жан-Филипп-Рене де
Жан-Филипп-Рене де ла Блетери (фр. Jean-Philippe-René de la Bléterie; 25 февраля 1696, Ренн — 1 июня 1772, Париж) — французский историк и оратор.
С 1712 года член Парижской оратории. В 1726—1730 годах преподавал риторику и историю церкви в семинарии Сен-Маглуар. Являлся профессором красноречия в Королевском коллеже. Член Академии надписей и изящной словесности с 1742 года.
В 1735 году написал историческую работу «Жизнь императора Юлиана» (фр. Vie de l’empereur Julien) о римском императоре Юлиане Отступнике. Работа пользовалась известностью и была переведена на английский (1746) и немецкий (1752) языки, но была яростно раскритикована Вольтером. Гиббон использовал её при написании «Истории упадка и разрушения Римской империи» и цитировал в главе о Юлиане.
В 1748 году издал «Историю Иовиана» (фр. Histoire de Jovien) о другом римском императоре, Иовиане, которая также переводила и переиздавалась оказала влияние на современников. Также написал трагедию «Фемистокл».